# Douentza
Douentza es una ciudad y comuna urbana de la Región de Mopti en el sur de Malí. La población es el centro administrativo del Círculo de Douentza. El 5 de abril de 2012, fue tomada por la rebelión tuareg de 2012 del Movimiento Nacional para la Liberación del Azawad (MNLA). Siendo descrita como la "frontera" de la nueva nación, el MNLA declaró el final de su ofensiva militar. Al día siguiente, el grupo declaró oficialmente la independencia del Azawad de Malí.

## Transporte
La población es atendida por el Aeropuerto de Douentza.